# PGC 10922
PGC 10922 هيَ مجرة محدبة تقع على بُعد 200 مليون سنة ضوئية من كوكب الأرض، وتقع ضمن كوكبة الثمن.